# Сражение под Звенигородом (1227)
Сражение под Звенигородом (1227) — центральное событие венгерского похода на Галич, предпринятого после свадьбы королевича Андрея с дочерью Мстислава Удатного и передачи Андрею Перемышля (1226).

## История
Венгры пришли в Перемышль, откуда убежал тысяцкий Юрий. Затем пришли в Звенигород. Причину того, почему Андраш затем не пошёл на Галич, летопись приводит следующую:

повЕдахуть бо ему волъхвы угорьскыя, яко узрЕвшу Галичь, не быти ему живу

Венгры взяли Теребовль, Тихомль и безуспешно осаждали Кременец, после чего возвратились в Звенигород. Тогда Мстислав Удатный вышел из Галича и произошло сражение, в котором венгры были разбиты. По выражению летописи, Андраш ушёл с галицкой земли, смятеся умом.
Конфликт не помешал тому, чтобы в том же году Мстислав передал королевичу Андрею сам Галич, сам перейдя в Понизье, судя по всему, под влиянием настроений галицкого боярства.